# عباس الأبيض في اليوم الأسود (مسلسل)
عباس الأبيض في اليوم الإسود، مسلسل مصري من 36 حلقة من تأليف يوسف معاطي وسمير خفاجي ومن إخراج نادر جلال وإنتاج عام 2004م.

## القصة
عباس الأبيض - عباس الدميري مدرس تاريخ سافر إلى العراق بحثاً عن الرزق والمال وترك زوجته وأولاده، وبعدما رجع يكتشف إنه ليس على قيد الحياة في نظر أسرته وذلك بعد فقدانه لسنوات قضاها داخل إحدى السجون هناك، وقد وجد أن زوجته تزوجت بأعز أصدقائه، ويضطر لأن يعيش بشخصية أخرى مفقودة وهي لطفي الجنايني التي وجد جثته ملقاة في إحدى الطرق وقام بأخذ أوراقه الرسمية خوفاً من الحبس مرة أخرى، ويتعايش مع أسرة أخرى غير أسرته الأصلية حتى يثبت لأسرته إنه هو ويعترفون به.

## بطولة
- يحيى الفخراني (عباس الدميري، لطفي الجنايني)
- ماجدة زكي (أم محمود - مهجة)
- عزت أبو عوف (محرم)
- حسن مصطفى (عم طاهر)
- نهال عنبر(ناهد)
- محمد كامل (مرسي)
- صبري عبد المنعم (المعلم أبو زيد)
- مروة عبد المنعم (لبنى)
- أحمد عزمي (محمود)
- دنيا سمير غانم (ليلى)
- ياسر فرج (سعيد)
- ميسرة (نيفين)
- هيثم محمد (تامر)
- هادي خفاجة (وحيد)
- أحمد سعيد عبد الغني (بيبرس)
- رانيا فريد شوقي (رشا- سلسبيلة)
- محمد صلاح آدم (صاحب شركة )

ضيوف الحلقات
- رجاء الجداوي (سميرة هانم)
- أحمد عقل (شاويش القسم)
- محي الدين عبد المحسن (عدنان)
- أحمد سامي عبد الله (عم درويش)
- رؤوف مصطفى (فاروق الويشي)
- محمود البنا (هشام الويشي)